# والتر جون
والتر جون (بالألمانية: Walter John)‏ هو لاعب شطرنج ألماني، ولد في 1879 في تورون في بولندا، وتوفي في 1940 في برلين في ألمانيا.

## وصلات خارجية
- والتر يوحنا على موقع مباريات الشطرنج (الإنجليزية)
- والتر يوحنا على موقع 365Chess.com (الإنجليزية)